# 의학촬영

의학촬영

의학 촬영(醫學撮影, 영어: medical imaging) 또는 의학 영상은 의료에서 인체 내부의 숨겨진 구조 등을 시각화하는 것이다. 의료 초음파나 방사선촬영, MRI, 내시경, PET 등의 기술이 있다.
의학촬영은 임상 분석 및 의학적 개입뿐만 아니라 일부 장기 또는 조직의 기능(생리학)을 시각적으로 표현하기 위해 신체 내부를 영상화하는 기술 및 프로세스이다. 의학촬영은 피부와 뼈에 숨겨진 내부 구조를 밝히고 질병을 진단하고 치료하는 것을 목표로 한다. 의학촬영은 또한 이상을 식별할 수 있도록 정상적인 해부학 및 생리학에 대한 데이터베이스를 구축한다. 제거된 장기 및 조직 (생물학)의 영상화는 의학적 이유로 수행될 수 있지만 이러한 절차는 일반적으로 의학촬영화 대신 병리학의 일부로 간주된다.
뇌전도(EEG), 뇌자도(MEG), 심전도(ECG) 등과 같이 기본적으로 영상 생성을 위해 설계되지 않은 측정 및 기록 기술은 매개변수 그래프 대 시간 또는 맵으로 표현되기 쉬운 데이터를 생성하는 기타 기술을 나타낸다. 측정 위치에 대한 데이터가 포함되어 있다. 제한된 비교에서 이러한 기술은 다른 의료기기 분야의 의학촬영 형태로 간주될 수 있다.
2010년 기준 전 세계적으로 50억 건의 의학촬영 연구가 수행되었다. 2006년 의학촬영으로 인한 방사선 노출은 미국 전체 전리 방사선 노출의 약 50%를 차지했다. 의학촬영 장비는 CMOS 집적 회로 칩, 전력 반도체 장치, 이미지 센서(특히 CMOS 센서) 및 바이오 센서와 같은 센서, 마이크로컨트롤러, 마이크로프로세서, 디지털 신호 프로세서, 미디어 프로세서 및 시스템 온 칩 장치와 같은 프로세서를 포함하여 반도체 산업의 기술을 사용하여 제조된다. 2015년 기준 의료영상칩 연간 출하량은 4,600만개, 11억 달러에 이른다.
"비침습적"(noninvasive)이라는 용어는 사용되는 대부분의 영상 기술에서와 같이 환자의 신체에 기구를 삽입하지 않는 절차를 나타내는 데 사용된다.

## 같이 보기
- 영상의학
- 의료영상저장전송시스템
- 의료용 디지털 영상 및 통신